# Aérodrome de Fribourg-Ecuvillens
L'aérodrome de Fribourg-Ecuvillens est un aérodrome de Suisse situé dans le canton de Fribourg, dans la localité d'Ecuvillens, sur le territoire de la commune d'Hauterive.

## Localisation

### Carte des aéroports en Suisse
| \| 20 km1:1 107 000 \| EuroAirport Basel-Mulhouse-Freiburg Zurich Genève Berne Birrfeld Bressaucourt Fribourg Granges La Chaux-de-Fonds Lausanne Lugano Samedan Saint-Gall Sion Alpnach Buochs Dübendorf Emmen Payerne Ambri Amlikon Bad Ragaz Bellechasse Bex Biel-Kappelen Buttwil Courtelary Dittingen Fricktal-Schupfart Gruyère Hasenstrick Hausen am Albis Kägiswil La Côte Langenthal Locarno Lodrino Lommis Luzern-Beromünster Mollis Montricher Neuchâtel Môtiers Münster Olten Rarogne Reichenbach Saanen Schaffhausen Schänis Sitterdorf Speck-Fehraltorf St. Stephan Thoune Triengen Wangen-Lachen Winterthur Yverdon-les-Bains Zweisimmen |
| 20 km1:1 107 000 |

Situé à 7,5 km au sud-ouest de Fribourg, l'aérodrome se trouve à proximité de l'autoroute A12. Occupant une surface de 133 000 m2 de terrain, il possède une piste de 800 m orientée est-ouest (27/09), un atelier mécanique, un atelier d'électronique et une soixantaine de places de parking pour les aéronefs. Il compte également un club de parachutisme.

## Histoire
Le projet de construction d'un aérodrome est initié par le suisse Beda Hefti, premier président du club fribourgeois d'aviation. Après plusieurs séances de repérage par avion, le site actuel est retenu.
Les premiers appareils se posent vraisemblablement au début de l'année 1949. La piste est alors en herbe et fait 300 m de long. La piste en asphalte, d'une longueur de 800 m, est réalisée entre 1986 et 1987. Elle est encore en service actuellement.
En 1997, le Département des transports, des communications et de l'énergie qui gère l'aérodrome, délègue son pouvoir à la société Aérodrome régional Fribourg-Ecuvillens SA. Il devient alors public et accessible de ce fait à tous les appareils privés et commerciaux. Aérodrome de plaisance, il n'est desservi par aucune compagnie.
Le 15 mai 2014, l'Office fédéral de l'aviation civile remet le certificat de l'organisation de l'aviation civile internationale à l'aérodrome, attestant que les processus de sécurité et de fonctionnement répondent aux exigences,.

## Événement
En août 2015, un avion en phase d’atterrissage piloté par un couple de sexagénaires a dévié de sa trajectoire et a percuté un hangar,.